# Moses Gaster
Moses Gaster (ur. 16 września 1865 w Bukareszcie, zm. 5 marca 1939 w Abingdon) – filolog i folklorysta rumuński, brytyjski rabin i działacz syjonistyczny oraz bibliofil.

## Życiorys
Dziadek Mosesa był w Rumunii bogatym kupcem tekstylnym, ojciec holenderskim dyplomatą działającym w Rumunii (m.in. konsulem). 
Gaster w 1874 uzyskał bakalaureat w Bukareszcie, po czym wstąpił do wrocławskiego Żydowskiego Seminarium Teologicznego, gdzie w 1881 zyskał uprawnienia rabina. Równolegle studiował także filologię na uniwersytetach we Wrocławiu i w Lipsku, w tym ostatnim uzyskując doktorat z filologii rumuńskiej. 
Po studiach, w 1881, wrócił do rodzinnego miasta i do 1885 pracował na tamtejszym uniwersytecie jako wykładowca literatury i języka rumuńskiego. Dostał także posadę generalnego inspektora szkół. 
Karierę przerwała w 1885 decyzja rządu o jego wydaleniu z kraju, spowodowana aktywną działalnością Gastera na rzecz równouprawnienia Żydów i jego krytyką antysemityzmu w Rumunii. Zatrudnił go Uniwersytet Oksfordzki na stanowisku wykładowcy literatury słowiańskiej. W 1887 został nadrabinem gminy sefardyjskiej w Wielkiej Brytanii i funkcję tę pełnił do 1918, a w 1891 mianowano go dyrektorem żydowskiego seminarium teologicznego Judith Lady Montefiore College w Ramsgate, które to stanowisko piastował do 1896.
Zainteresowania naukowe Gastera były dość różnorodne: literatura i filologia rumuńska (m.in. opracował chrestomatię tekstów rumuńskich z lat 1550–1830), słowiańska, żydowska i samarytańska; folklorystyka rumuńska, żydowska i ogólnoeuropejska, w tej ostatniej głosił tezę o dużym wpływie wierzeń bogomiłów na folklor w różnych krajach Europy i na mistycyzm żydowski. Ponadto Gaster był kolekcjonerem – bibliofilem dokumentów piśmienniczych związanych z judaizmem, historią i kulturą żydowską i samarytańską. Jego kolekcja pośmiertnie weszła w skład zbiorów biblioteki Uniwersytetu Manchesterskiego.
Jeszcze w czasie pracy w Rumunii zaangażował się w ruch syjonistyczny i wspieranie emigracji Żydów do Palestyny, w Wielkiej Brytanii stał się jednym z istotnych działaczy syjonizmu, będąc m.in. wiceprzewodniczącym pierwszego kongresu w Bazylei, który założył Organizację Syjonistyczną.

## Nagrody
- członek honorowy Academia Română z 1929[6]

## Wybrane publikacje książkowe Gastera
- Literatura populară română (1883). Wyd. I. G. Haiman, Bukareszt
- Jewish Folk-Lore in the Middle Ages (1887, Londyn)[1]
- Chrestomatie Română (2 tomy, oba z 1891). Oba tomy wydane przez F.A. Brockhaus, Lipsk oraz Socecu & Co., Bukareszt. Chrestomatia z tomu 1 obejmuje teksty rumuńskie z lat 1550–1710, a t. 2 z lat 1710–1830.
- The Sword of Moses from an ancient manuscript book of magic, with introduction, translation, and index (1896, Londyn)[1]
- The Chronicles of Jerahmeel (1899, Londyn)[1]
- History of the Ancient Synagogue of the Spanish and Portuguese Jews (1901, Londyn)[1]